# Leżajsk
Leżajsk (en polaco: Leżajsk, pronunciación: [ˈlɛʒajsk]; en yidis: ליזשענסק Lizhensk; en ucraniano: Лежайськ Lezháis’k) es una ciudad polaca, capital del distrito homónimo del voivodato de Subcarpacia. Dentro del distrito, forma por sí misma un municipio urbano y es sede administrativa del municipio rural homónimo sin formar parte de este último.
Se halla en el valle del río San en cercanía de la Selva de Sandomierz. En 2016 contaba con 14 064 habitantes.

## Historia

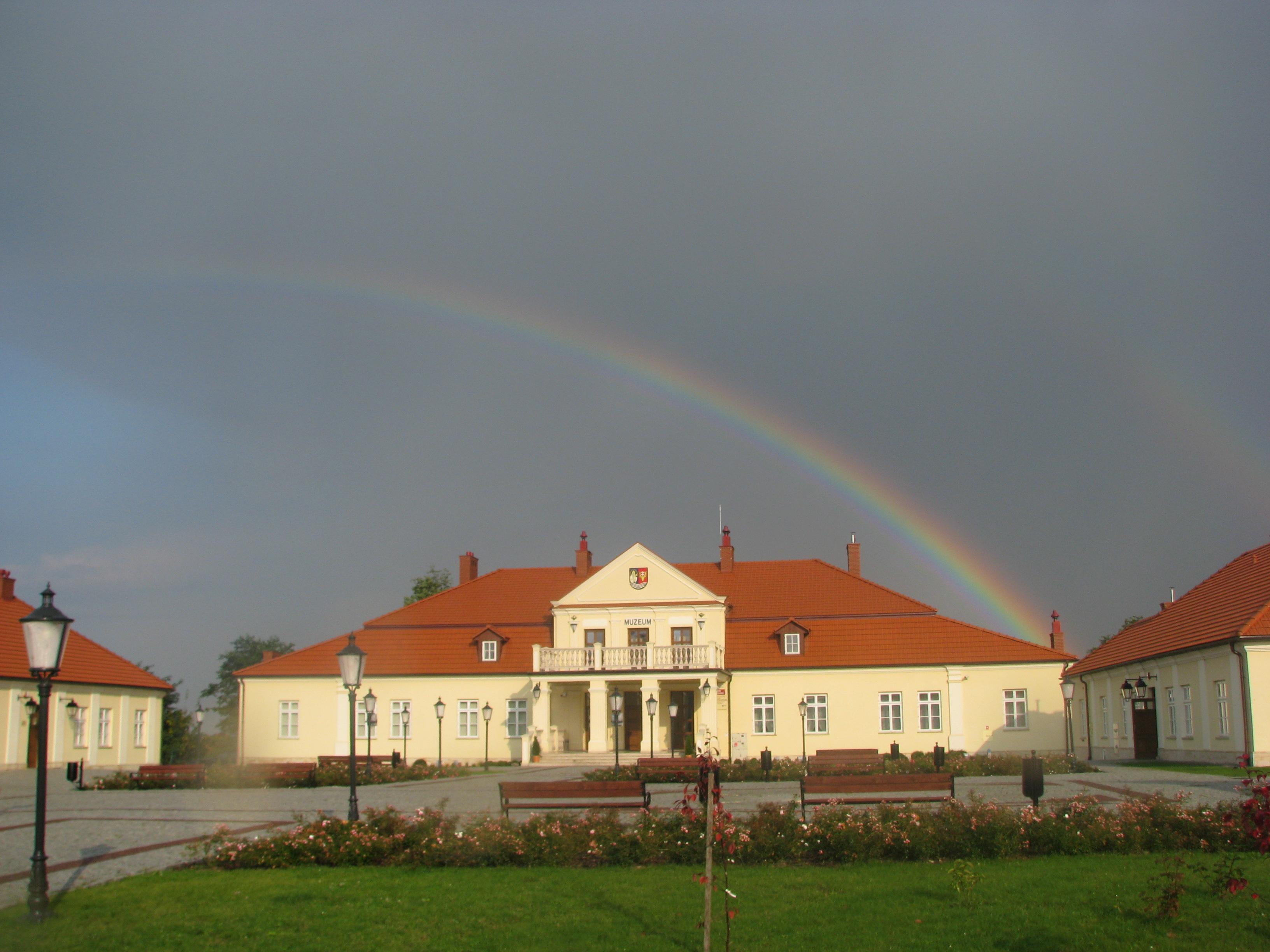
Museo de la Tierra de Leżajsk.

Antes del siglo XIV las tierras de Leżajsk fueron habitadas por las tribus de los Lendianos. De 1346 viene la más antigua información sobre la existencia de la ciudad.
En el siglo XIV la ciudad formaba parte de las pertenencias personales de la corona polaca. El 28 de diciembre de 1397 el rey Vladislao II Jagellón le otorgó el rango de ciudad. Según los documentos del Codex diplomaticus Poloniae, en 1409 el mismo rey creó la parroquia de Leżajsk.
En los años 1498, 1500, 1509, 1519 y 1524 la ciudad sufrió varios ataques de parte de los tártaros. Después de esos trágicos acontecimientos, el 23 de septiembre de 1524 el rey Segismundo I Jagellón el Viejo ordenó el traslado de la ciudad de su antigua ubicación a las orillas del río San a su ubicación actual, donde era más fácil defenderla.
En 1624, Lezajsk fue saqueada e incendiada por los Tártaros de Crimea y la posterior invasión sueca de Polonia (1655-1660) trajo más destrucción. En 1624 la ciudad sufrió un ataque de los tártaros, mandados por el Khan Temir, quienes asesinaron a todos los ancianos y a los niños ahogándolos en un pantanal en la proximidad de la ciudad. En los años 1655-1656 la ciudad (igual que todo el país) sufría constantes ataques de parte de los suecos (esos ataques son conocido con el nombre de "El Diluvio").

### Particiones de Polonia
Después de la primera partición de Polonia, Leżajsk se halló dentro de las tierras austriacas. En 1809 los ejércitos guiados por mariscal príncipe Józef Antoni Poniatowski liberaron la ciudad, sin embargo los austriacos pronto recuperaron la ciudad de nuevo.

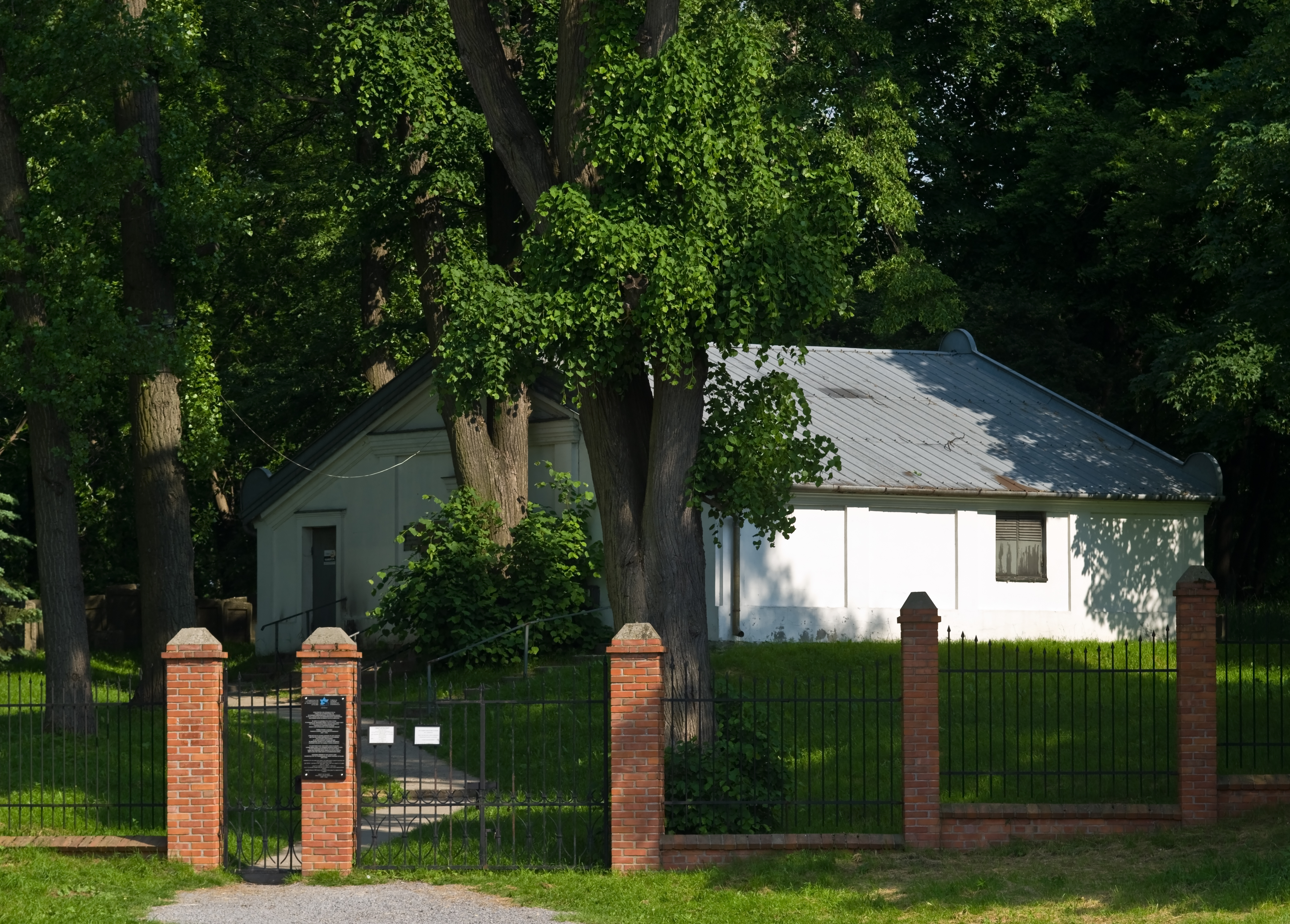
La tumba del tzadik Elimelej de Lizensk.

A partir de 1772 en la ciudad trabajó el tzadik Elimelej de Leżajsk, un curandero y hacedor de milagros judío, hasta el día de hoy, cada año la ciudad santa es visitada por judíos de todo el Mundo, haciendo peregrinaciones hasta la tumba del tzadik, rezandole al santo bendito sea y pidiendo milagros.

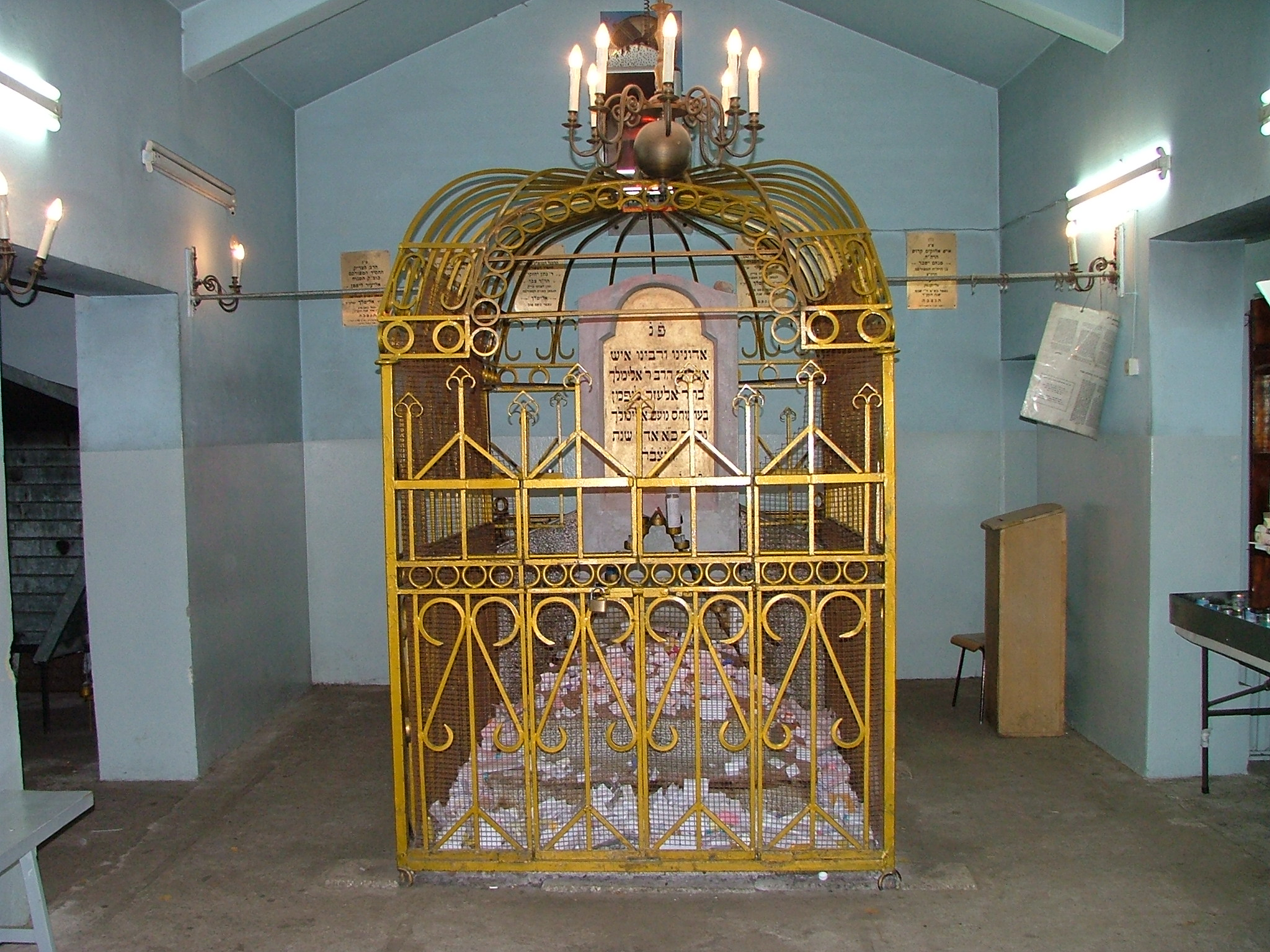
Interior de la tumba del tzadik Elimelej de Lizensk.

A raíz de la llamada "Primavera de los Pueblos", se creó la Libre y Real Ciudad de Leżajsk. A finales del siglo XIX se construyó la conexión de ferrocarril con la localidad de Rozwadów y la ciudad de Przeworsk. Se empezaron también los trabajos en la regulación del río San.

### Primera Guerra Mundial
Durante la Primera Guerra Mundial, los enfrentamientos entre el Ejército austrohúngaro y el Ejército Imperial Ruso se llevaban a cabo directamente en las orillas del río San. Debido al uso de la artillería sufrieron varios edificios dentro de la ciudad, incluido el monasterio de Leżajsk. Entre el 18 de septiembre y 10 de octubre de 1914, y más tarde, entre el 5 de noviembre y 14 de mayo de 1915, la ciudad se hallaba bajo la ocupación militar rusa.

### Segunda República Polaca
En julio de 1929 Leżajsk se halló en el camino del viaje de inspección del presidente Ignacy Mościcki.

### Segunda Guerra Mundial

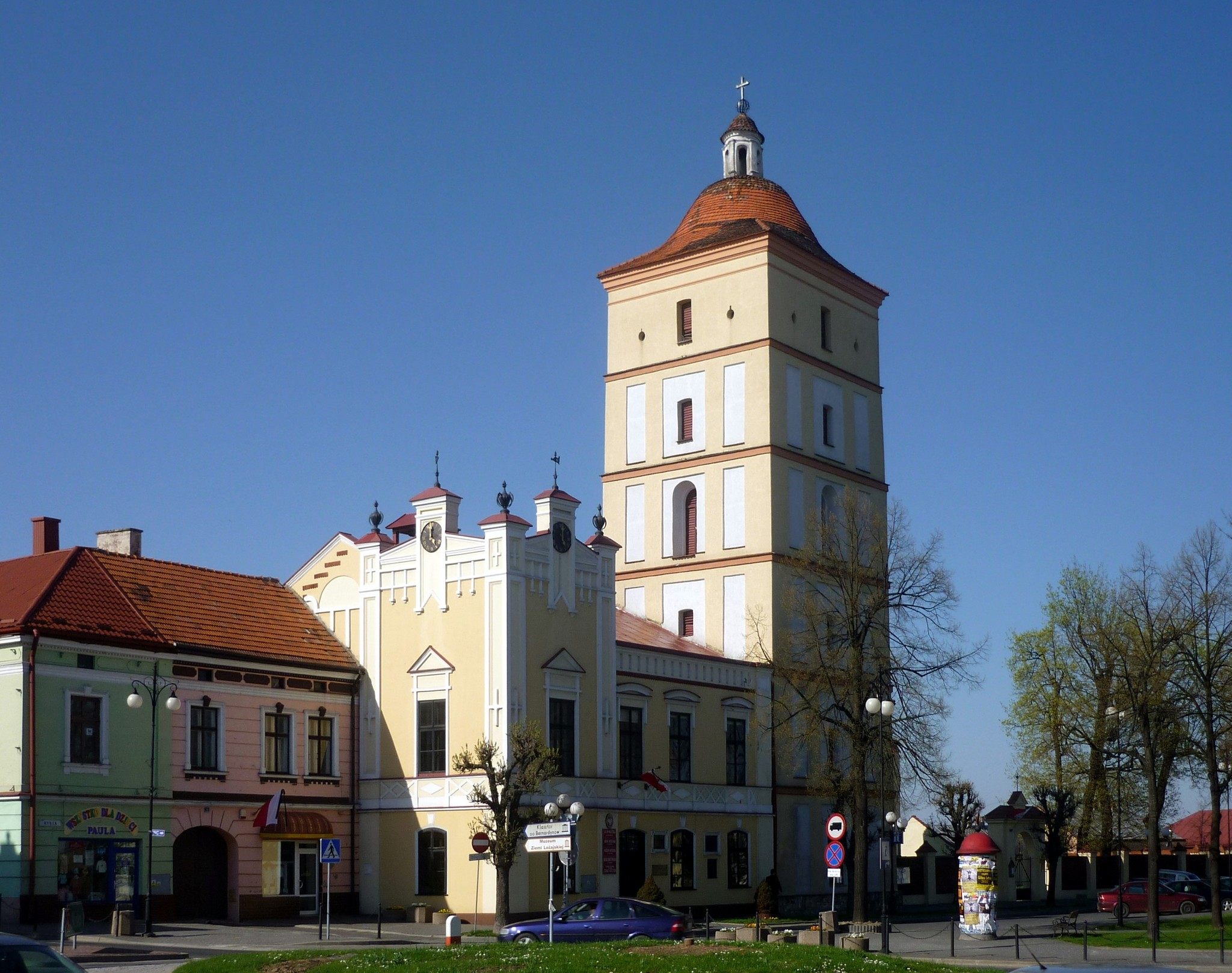
Ayuntamiento y su torre.

El 13 de septiembre de 1939 empezó la ocupación nazi en Leżajsk. El 15 de septiembre llegó el Ejército nazi con el primer comandante de la ciudad fue recibido oficialmente en el Ayuntamiento por Weissbrott, un ingeniero de geodesia vestido con el uniforme nazi, que había sido contratado previamente por las autoridades del voivodato, su cooperación ofrecieron también algunos ucranianos que vivían en la ciudad.
El 3 de noviembre, pocos días antes del Día de Independencia (11 de noviembre) se llevaron a cabo varias detenciones, arrestaron al alcalde T. Niziński y a los profesores del instituto S. Gdula, W. Klimek y J. Gröger, entre otras personas. En agosto de 1940 ocurrieron otras detenciones, el párroco Czesław Broda y el coronel Stanisław Eustachiewicz.
El 15 de septiembre de 1939 los nazis quemaron la sinagoga y echaron a la mayoría de los judíos a la zona soviética, detrás de la línea de demarcación que fue marcada por el cauce del río San. Los 350 judíos que se quedaron en la ciudad fueron posteriormente encerrados en un gueto y muchos de ellos fueron asesinados en el cementerio de la ciudad. El 1 de mayo de 1942 se liquidó el gueto y los judíos fueron trasladados a varios campos de trabajo forzado, unas 100 personas fueron asesinadas durante la liquidación del gueto. Algunos de los habitantes polacos de Leżajsk ayudaban a los judíos que permanecían en el gueto a pesar de la pena de muerte que podrían recibir por su ayuda. El 28 de mayo de 1943 tuvo lugar la pacificación de la Leżajsk, durante la cual los alemanes mataron en un barranco cercano al pueblo a 43 habitantes de la ciudad, entre ellos 28 miembros de la Armia Krajowa. El 27 de julio de 1944 la ciudad de Leżajsk fue liberada por la Armia Krajowa.

### Catástrofes que arruinaron la ciudad
- 1498, 1500, 1503, 1509, 1519, 1524: ataques de los tártaros,
- 1655-1656: El Diluvio, el Ejército de Suecia invadió Polonia, que se encontraba debilitada por la guerra contra los cosacos y Rusia, y ocupó casi todo el país. Mientras, rusos y cosacos invadieron los territorios orientales.
- 1657: ataque de los ejércitos húngaros de Jorge Rákóczi II, Príncipe de Transilvania.
- 1672: incendio y otro ataque de los tártaros,
- 1705, 1710, 1712, 1717, 1718, 1721: grandes plagas,
- 1768-1772: saqueos de los ejércitos de los ocupantes que perseguían a los miembros de la confederación de Bar,
- 1809: saqueo ruso,
- 1811: incendio de varios edificios de madera,
- 1812-1813: requisiciones y saqueos de comida por parte de los rusos,
- 1831: plaga de cólera,
- 1846: malas cosechas, plaga en las plantaciones de patatas, plaga de cólera,
- 1873: incendio del matadero, inundación de los campos en las orillas del río San, granizo, plaga de cólera, incendio del norte de la ciudad, del ayuntamiento y de la escuela pública,
- 1903, 1906: incendios.

### Administración
A lo largo de los siglos la ciudad pertenecía a varias entidades administrativas:
- 1867-1918: Reino de Galitzia y Lodomeria,
- 1918-1939: voivodato de Leópolis,
- 1939-1944: distrito de Cracovia, Gobierno General,
- 1945-1998: Voivodato de Resovia.

## Educación, cultura y deporte

### Educación
- 5 jardines de infancia,
- 3 escuelas de la educación primaria (szkoła podstawowa),
- 1 colegio de la educación especial,
- 1 escuela de la educación secundaria (gimnazjum),
- 2 institutos de bachillerato:
  - 1 escuela de materias técnicas (technikum): Zespół Szkół Technicznych im. Tadeusza Kościuszki,
  - 1 escuela de materias generales (liceum): Zespół Szkół Licealnych im. Bolesława Chrobrego,

- 3 escuelas músicas,
- 3 escuelas de idiomas.

### Cultura
- Centro cultural urbano en Leżajsk (Miejskie Centrum Kultury w Leżajsku),
- Museo de la Tierra de Leżajsk (Muzeum Ziemi Leżajskiej).

### Deporte
- 1 club de fútbol:
  - MZKS „POGOŃ” Leżajsk,
- 2 clubs de voleibol:
  - UKS „Trójka” Leżajsk,
  - „Feniks” Leżajsk,

- 1 club de ajedrez:
  - UKS SP1 Leżajsk,
- Centro Urbano de Deporte y Recreación (Miejski Ośrodek Sportu i Rekreacji) que contiene:
  - una piscina,
  - una laguna,
  - un estadio de fútbol,

- 1 club de tenis de mesa:
  - UKS SP1 Leżajsk,
- 1 club de karate kyokushin.

### Atracciones turísticas
- Monasterio de Leżajsk,
- Órgano del Monasterio de Leżajsk,
- Ayuntamiento de Leżajsk,
- Museo de la Tierra de Leżajsk,
- Iglesia de la Santísima Trinidad,
- Edificio de Cáritas,

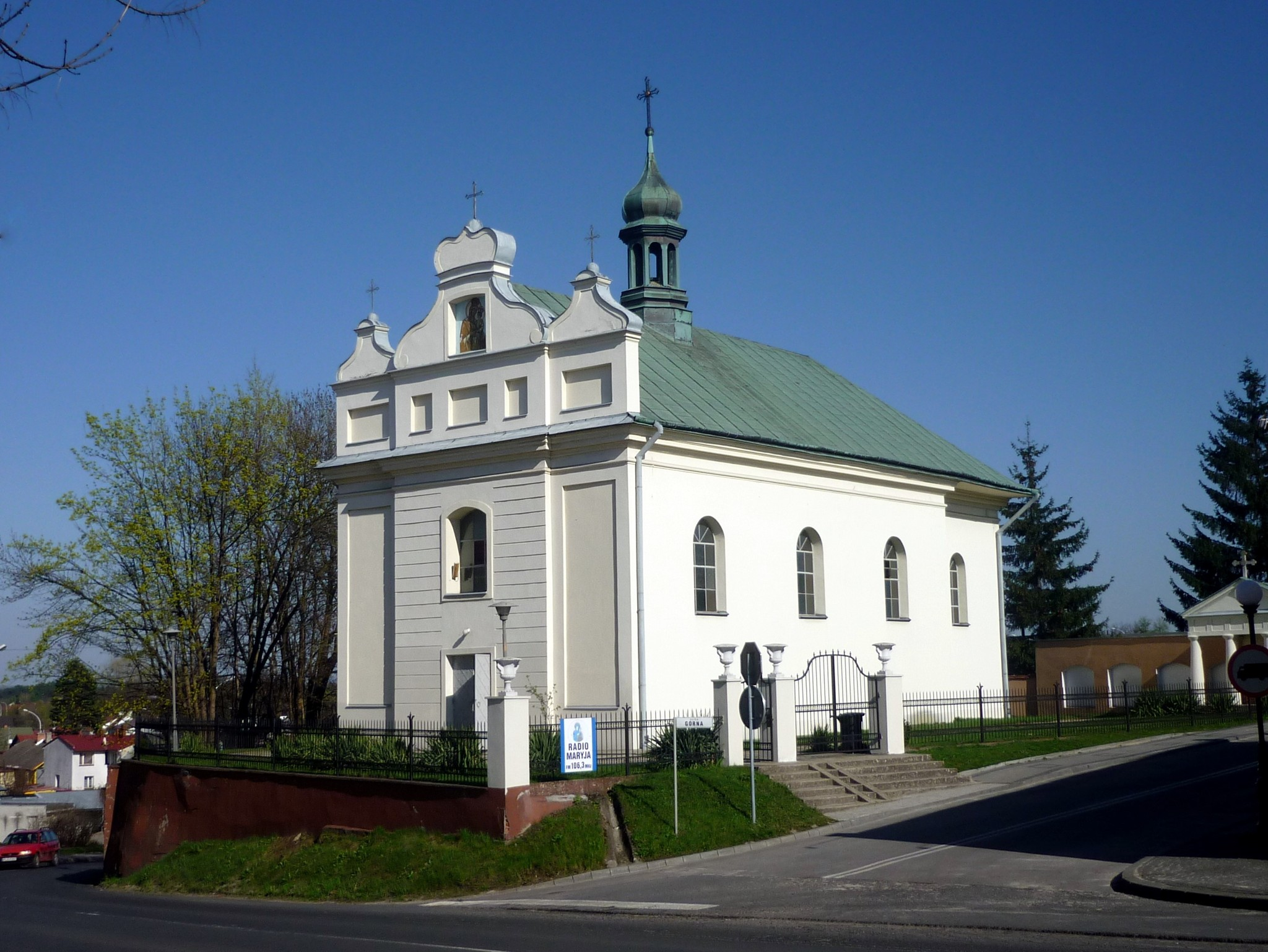
Antigua iglesia ortodoxa del Tránsito de María, actualmente perteneciente a la parroquia católica.

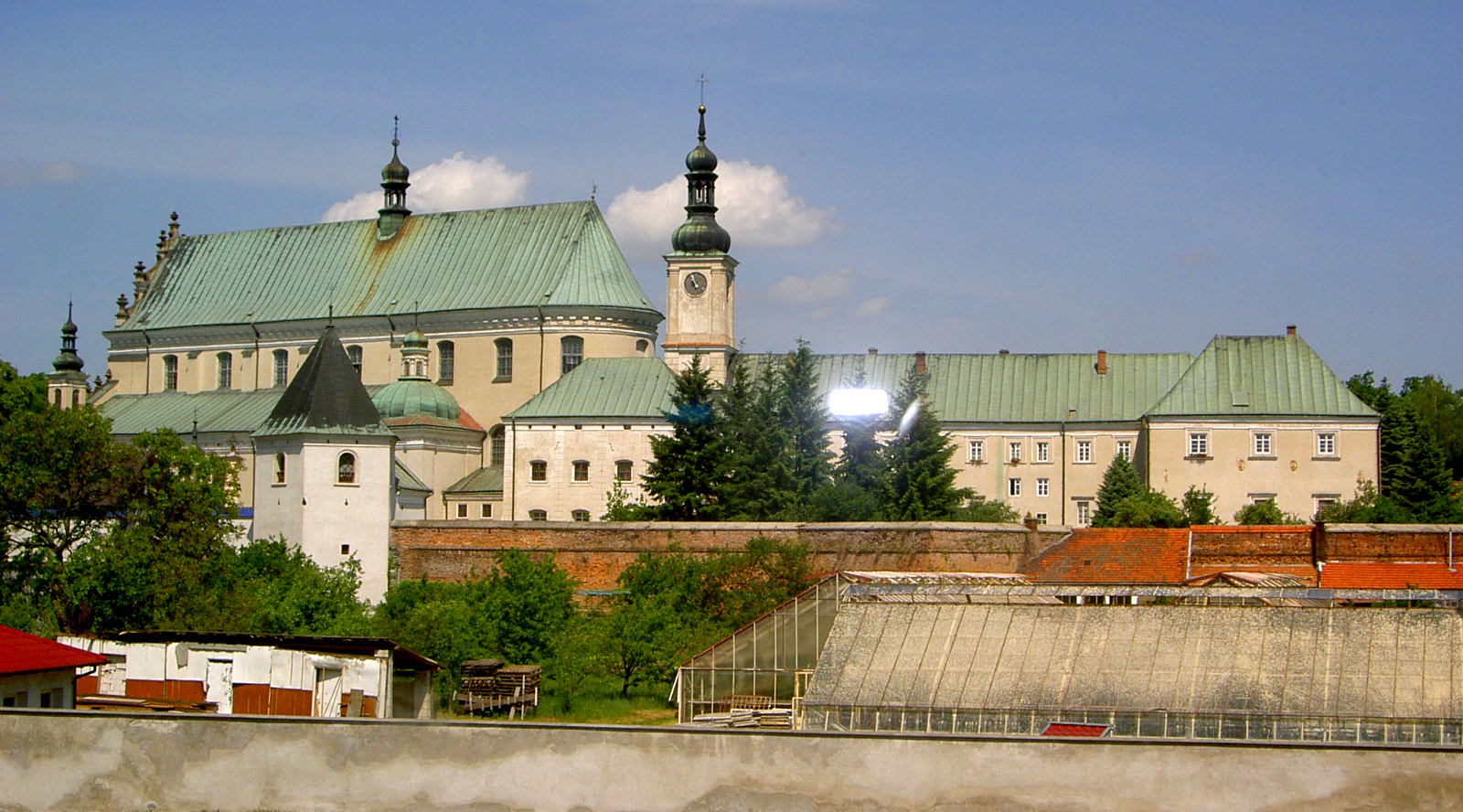
Vista del Monasterio de Leżajsk.

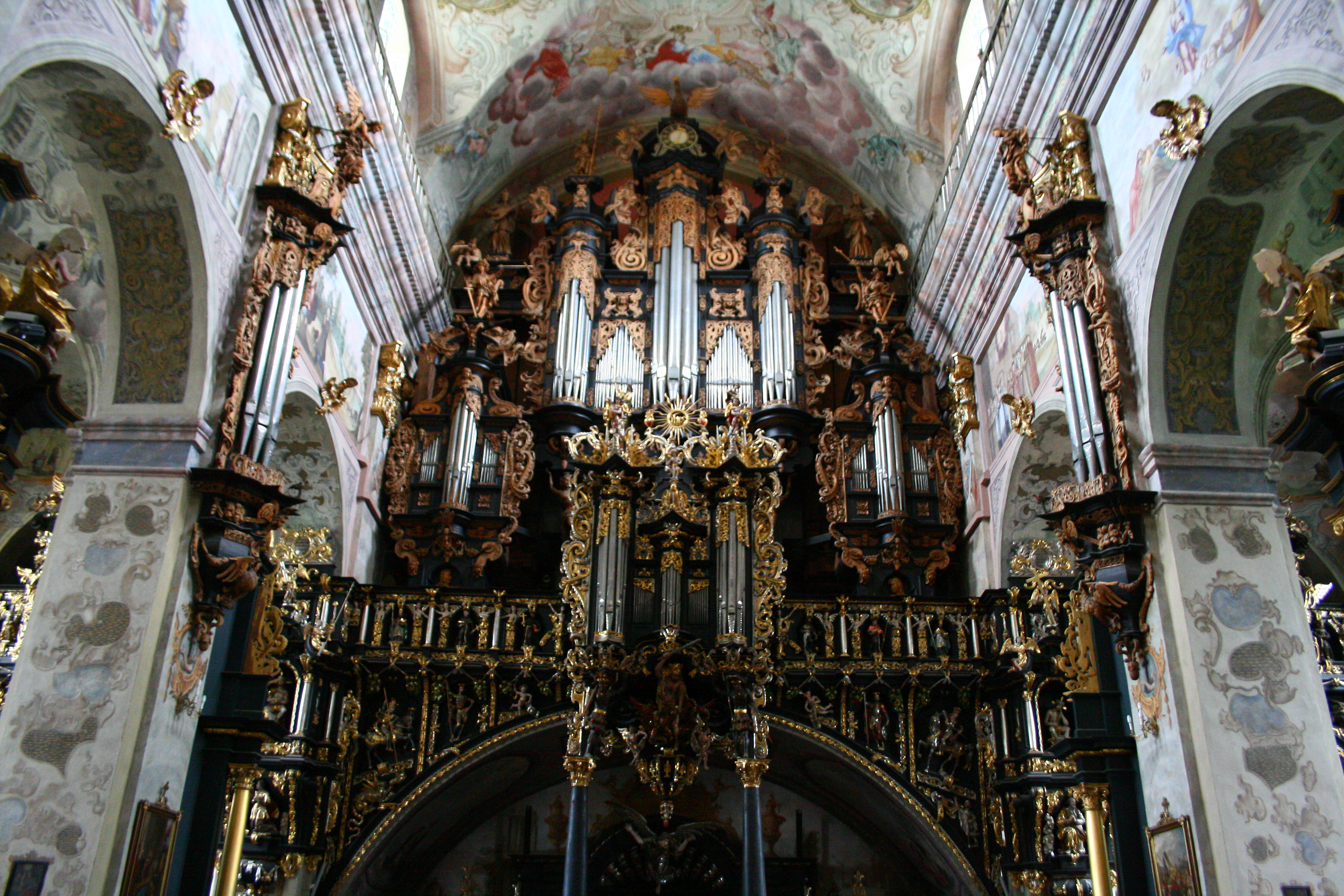
El órgano del Monasterio de Leżajsk.

- Casa Nacional Polaca (Dom Narodowy Polski), actualmente el supermercado Orzech,
- Capilla de ladrillo rojo en el cementerio,
- Edificio del banco Bank Spółdzielczy,
- Iglesia ortodoxa del Tránsito de María, actualmente pertenece a la parroquia católica,
- Edificio de Kisielewicz,
- Taberna ubicada en la calle de Mickiewicz 11,
- Palacio de Mier, actualmente sede de una orden religiosa católica femenina,
- Cementerio judío con la tumba del tzadik Elimelej de Lizensk.

## Economía y comercio
En la ciudad y su alrededor se encuentran:
- una cervecería (Browar Leżajsk del Grupo Żywiec S. A.),
- un centro de procesamiento de frutas y verduras HORTINO Sp. z o.o.,
- una fábrica de máquinas,
- una planta de silicato,
- una planta de tabaco de Philip Morris International,
- supermercados de las siguientes franquicias: Biedronka, Delikatesy Centrum, Lidl, Rossmann, Stokrotka,
- centros comerciales: STILEX, As, Pilawa.

## Transporte y comunicación

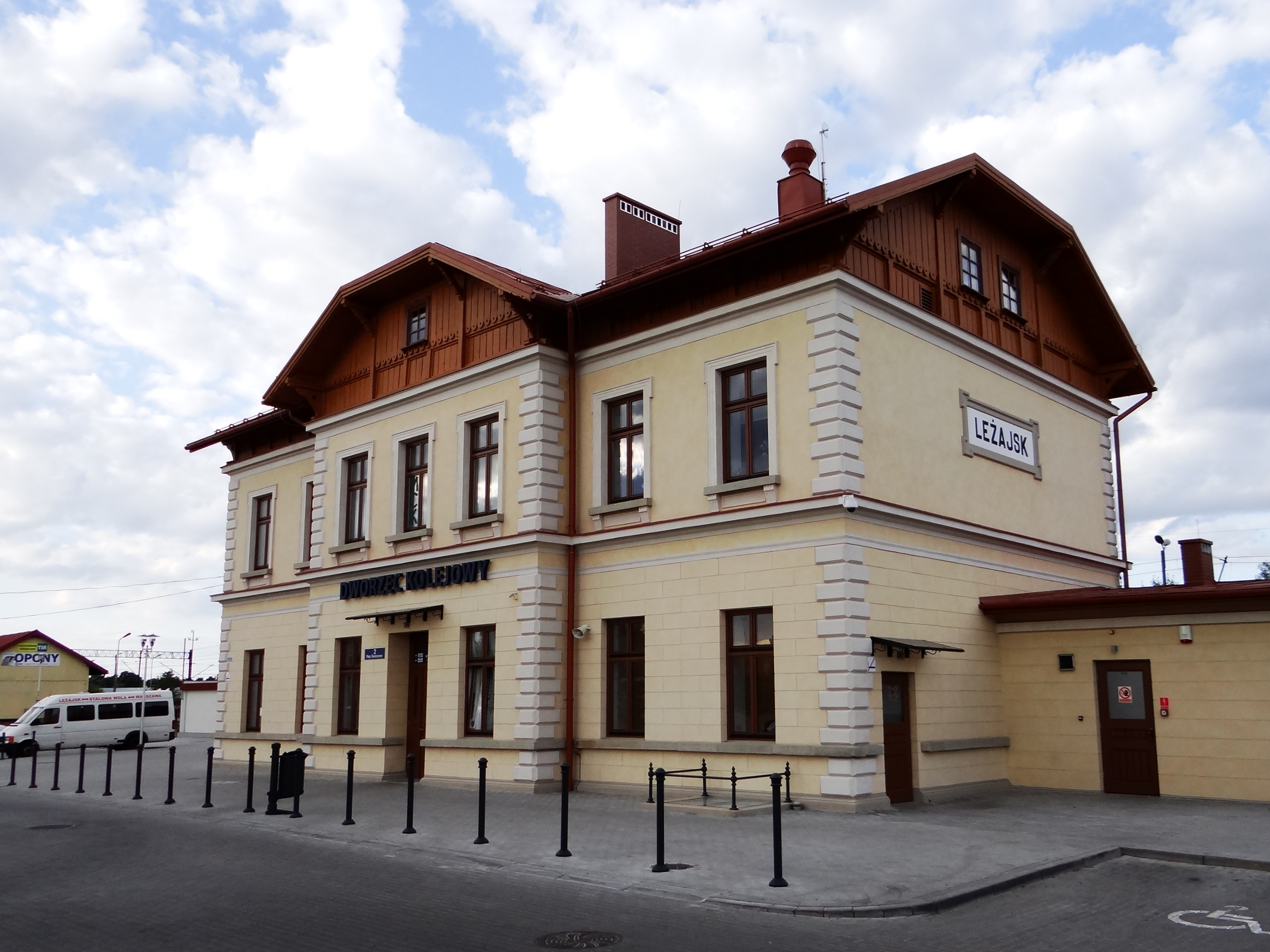
Estación de ferrocarril de Leżajsk.

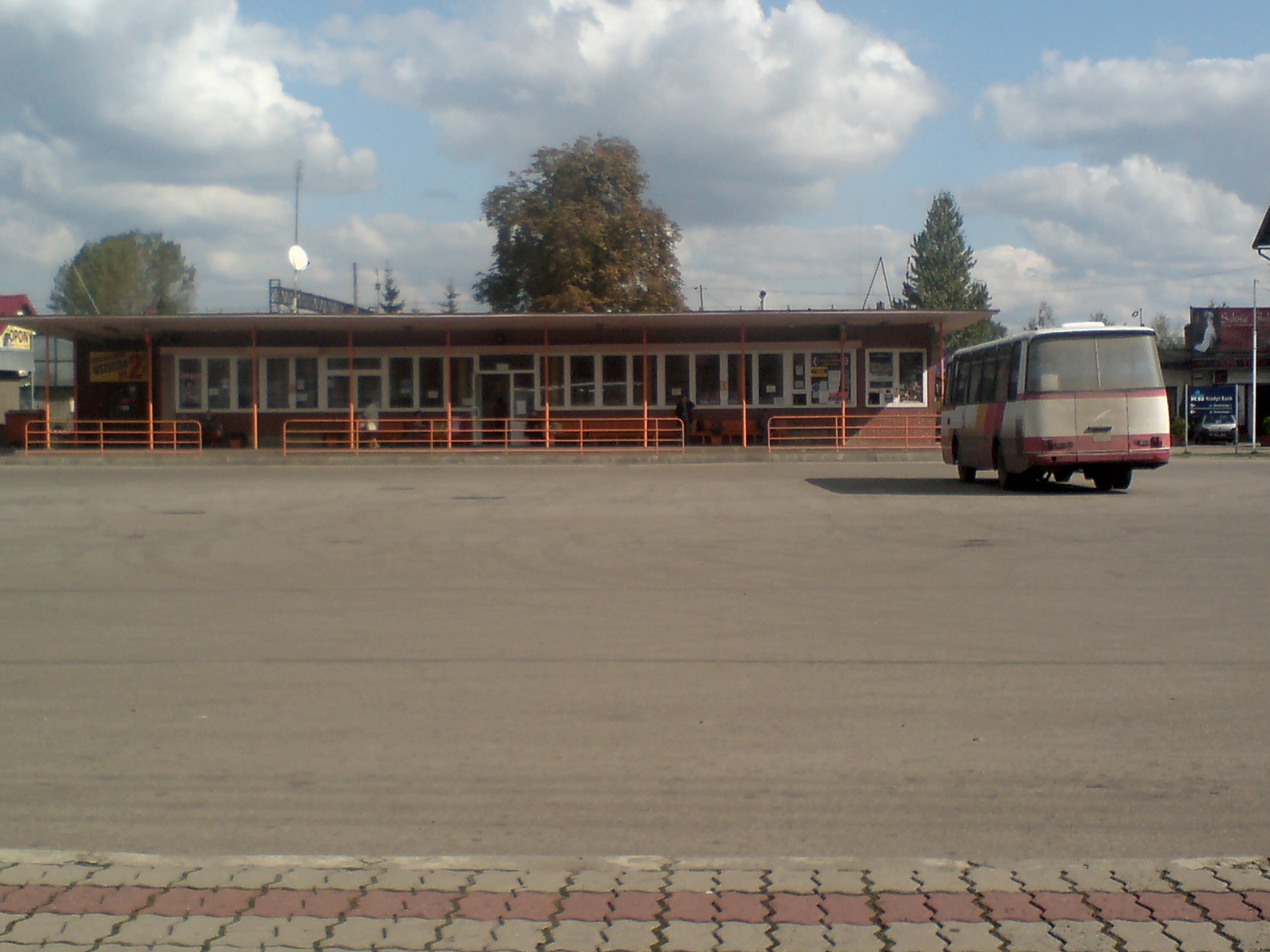
Estación de autobús de Leżajsk.

- Línea de ferrocarril n.º 68, parcialmente electrificada, que conecta las ciudades de Lublin y Przeworsk,
- Consorcio de autobuses interurbanos,
- Taxis.

## Religión
- 2 parroquias católicas:
  - de la Santísima Trinidad,
  - de la Anunciación de María,

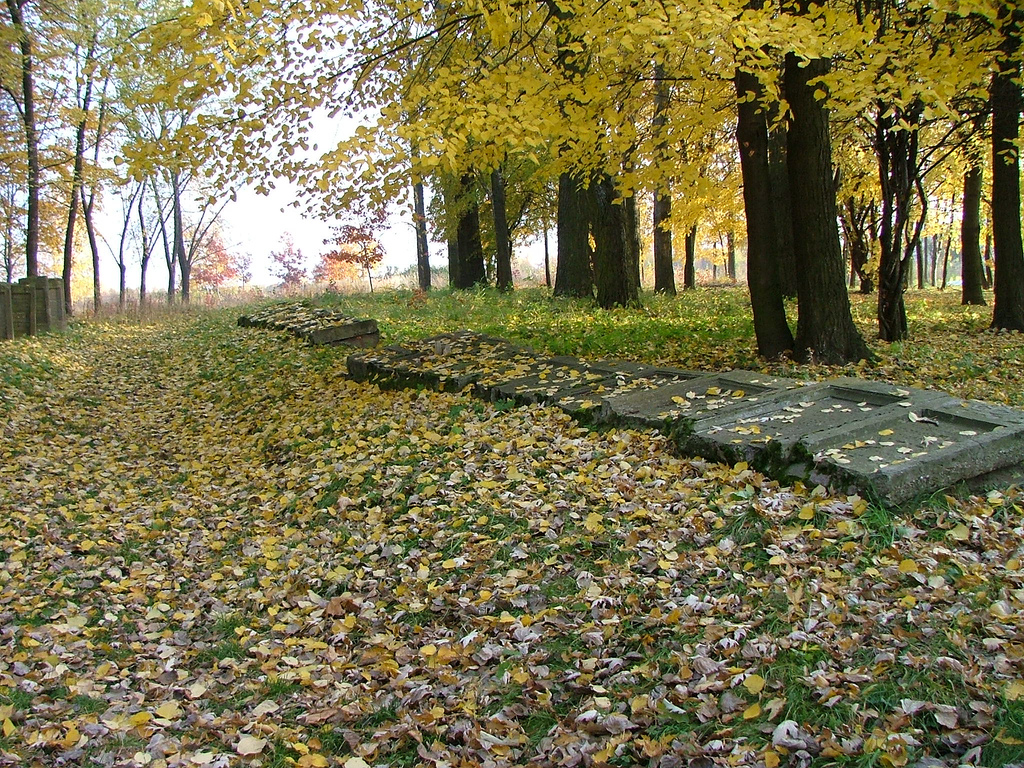
Cementerio judío.

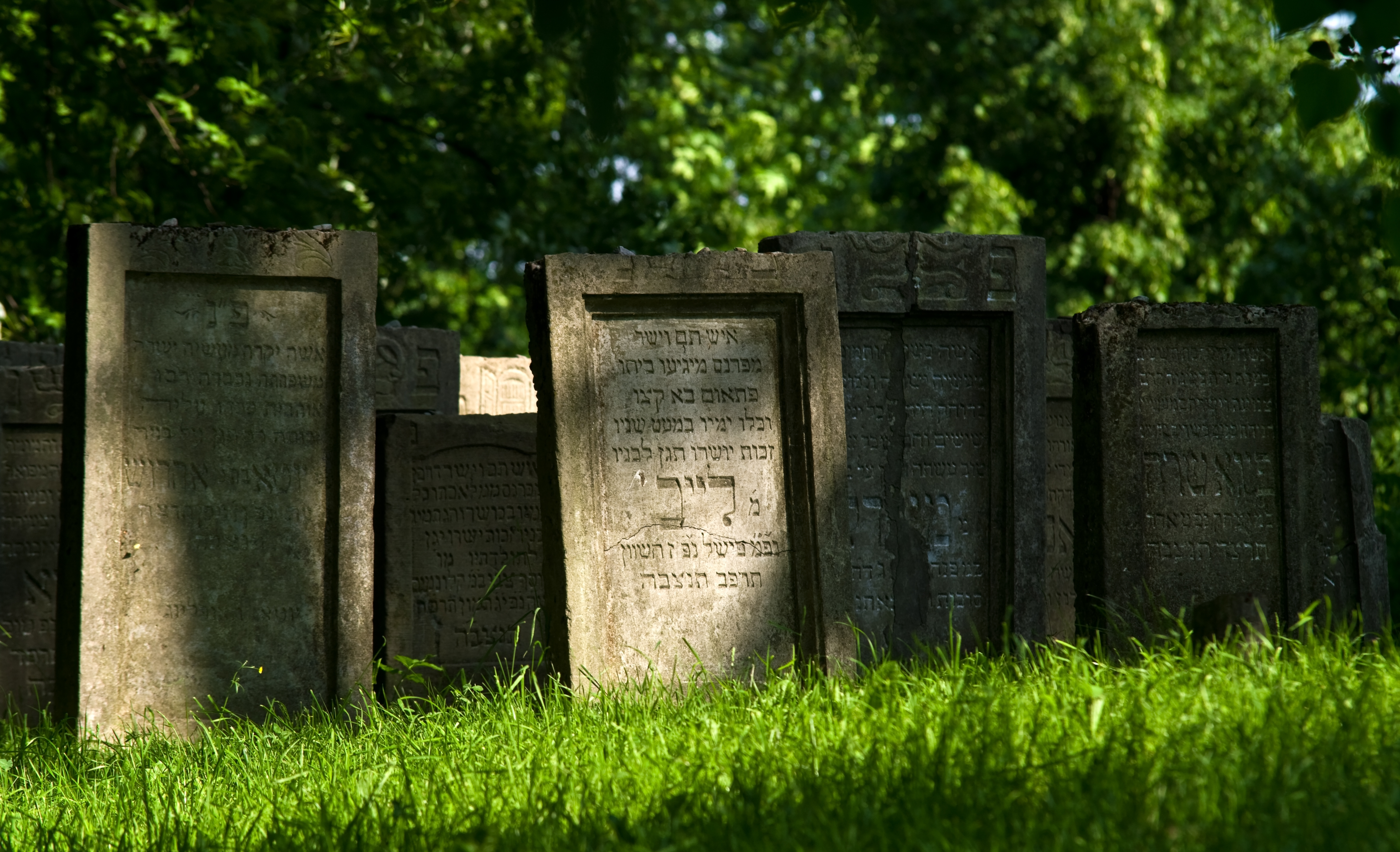
Cementerio judío.

- Cementerio judío con la tumba del tzadik Elimelej de Lizensk,
- Salón del Reino de los Testigos de Jehová.

## Ciudadanos de honor
El título de Ciudadano de Honor de la Ciudad de Leżajsk (en polaco: Honorowy obywatel miasta Leżajska) es otorgado usualmente a las personas con influencias quienes podrían apoyar soluciones y decisiones del gobierno favorables para la ciudad. Esas personas son inscritas en el "Libro de los ciudadanos de honor" y reciben un diploma. Existe una costumbre según la cual el recién nombrado hijo predilecto hace una donación a causa de los pobres de la ciudad. Estos son algunos de los hijos predilectos de Leżajsk:
- Padre Teofil Łękawski (1866),
- Edward Acht (1869),
- Szczęsny Jawornicki (1873),
- Michał Szaszkiewicz (1873),
- Conde Alfred Józef Potocki (1875),
- Sebastian Kołodziej (1877),
- Padre Józef Graff (1878),
- Władysław Bzowski (1881),
- Władysław Filimowski (1883),
- Edmund Wachholtz (1884),
- Gustaw Knedlich (1884),
- Padre Józef Mytkowicz (1886),
- Conde Ferdynand Hompesch (1887),
- Padre Piotr Plenkiewicz (1890),
- Władysław Saturnin Szeliga (1897),
- Conde Casimiro Félix Badeni, Primer ministro de Austria (1897),
- Józef Jachowicz.